# Raheem Sterling
Raheem Shaquille Sterling (Kingston, 8 de diciembre de 1994) es un futbolista británico que juega como delantero en el Chelsea F. C. de la Premier League.
Fue considerado una de las promesas del fútbol inglés. Representó a su selección en campeonatos sub-16, sub-17 y sub-21 y alcanzó su primera convocatoria con la selección absoluta en noviembre de 2012. Con Inglaterra ha participado en las Copas del Mundo de Brasil 2014, Rusia 2018 y Catar 2022, así como en las Eurocopas de 2016 en Francia y 2020, en la cual quedó subcampeón.
Se mudó a Londres a los 5 años y comenzó su carrera en el Queens Park Rangers antes de fichar por el Liverpool en 2010. En julio de 2015 fue traspasado al Manchester City en una cifra cercana a los 68 millones de euros y fue durante un tiempo el futbolista inglés más caro de la historia, superando así a Wayne Rooney, Rio Ferdinand o David Beckham.
En diciembre de 2014 fue ganador del Golden Boy, que premia al mejor jugador joven de Europa.

## Trayectoria

### Inicios
Raheem se inició como futbolista en la Academia del Queens Park Rangers con apenas ocho años de edad.

### Liverpool

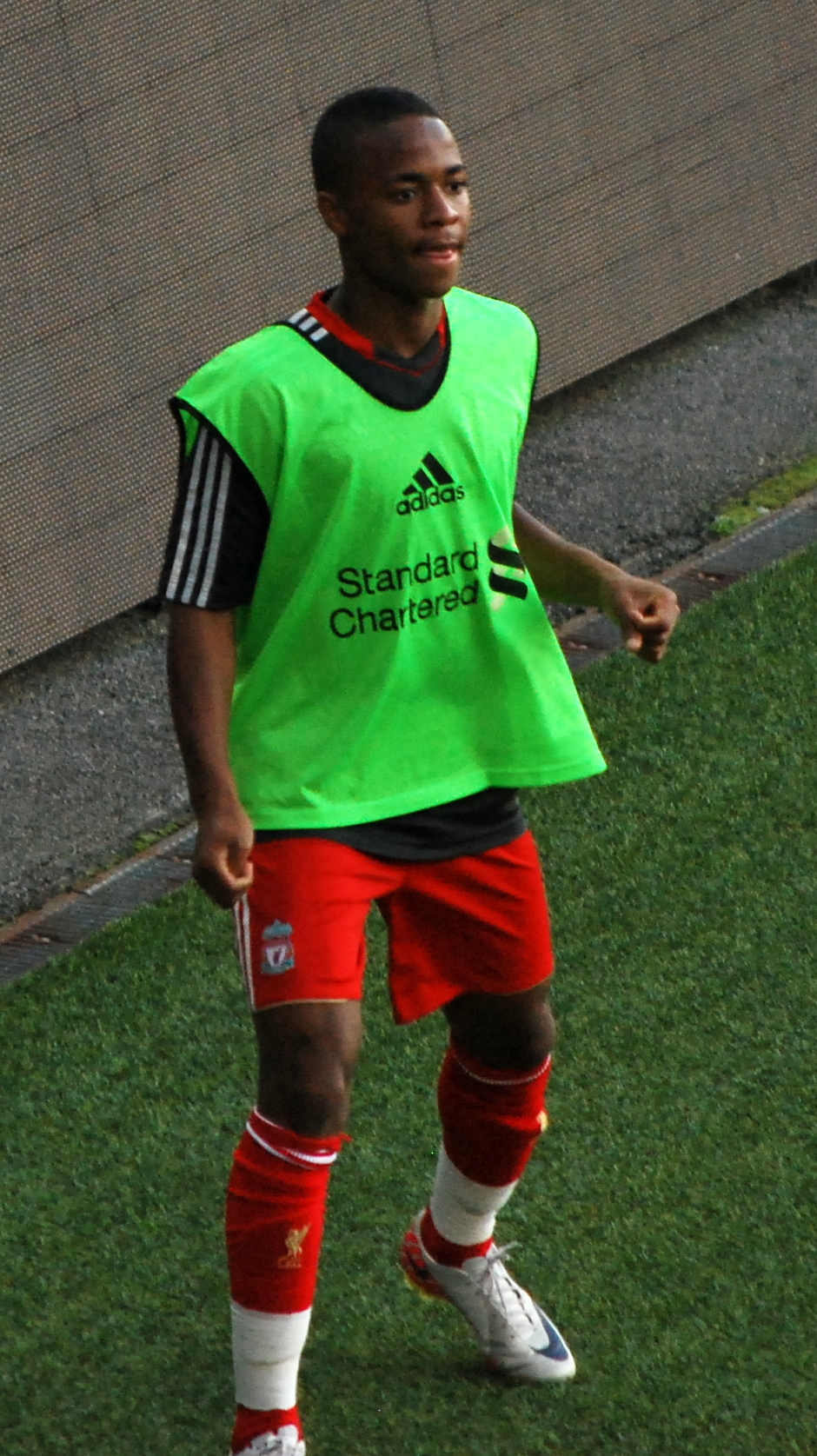
Sterling calentando para el Liverpool en 2011

En febrero de 2010 se incorporó a la Academia del Liverpool, que pagó 600.000 libras por el jugador. Rafa Benítez se había fijado en el extremo jamaicano por su velocidad y capacidad goleadora y decidió apostar por él. El 24 de marzo de 2012 debutó con el primer equipo de Liverpool en un partido de Premier League ante el Wigan Athletic, convirtiéndose en el tercer debutante más joven de la historia del equipo red con 17 años y 107 días.
El 20 de octubre de 2012 marcó su primer gol en la victoria por 1 a 0, en Anfield, ante el Reading. Con ese tanto se convirtió en el segundo goleador más joven de la historia tras Michael Owen. En su primera campaña completa en el equipo disputó 36 partidos y marcó dos tantos. En la siguiente campaña (2013-14) aumentó sus registros goleadores y formó una de los mejores líneas ofensivas de Europa junto a Daniel Sturridge y Luis Suárez, que estuvieron a punto de conquistar la Premier League. Sterling logró nueve tantos, incluyendo dos dobletes en las victorias ante Arsenal y Norwich City.
En la temporada 2014-15 debutó en Liga de Campeones, aunque su equipo quedó eliminado en la fase de grupos. Sterling participó en los seis partidos de la fase de grupos. Su gran nivel fue galardonado con el Premio Golden Boy en el mes de diciembre. Finalizó la temporada con once goles en todas las competiciones, su mejor marca en el equipo red.

### Manchester City

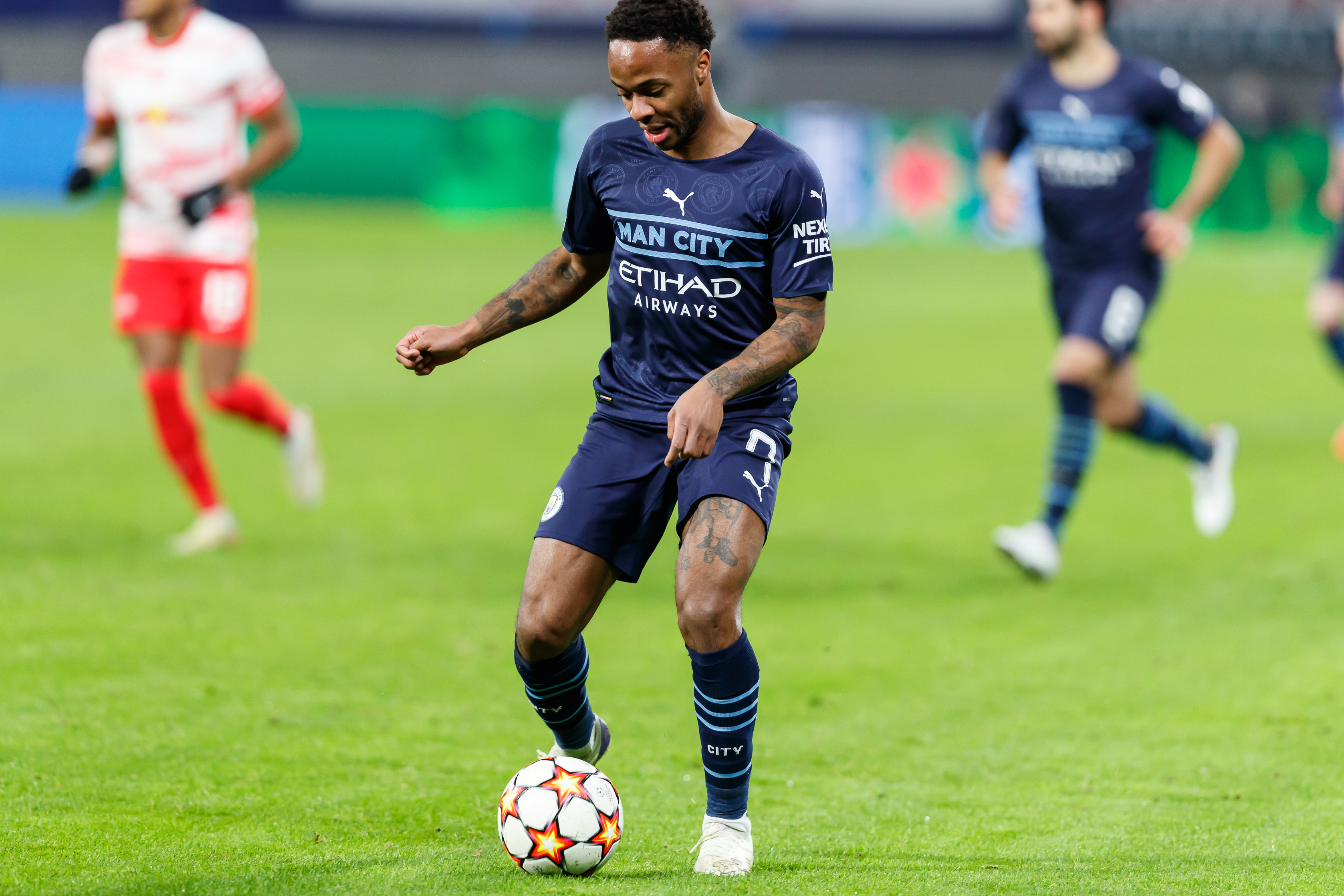
Sterling jugando con el Manchester City en 2021.

El 14 de julio de 2015, el Manchester City fichó al jugador por una cantidad cercana a los 49 millones de libras (68 millones de euros). El 29 de agosto logró su primer tanto en la victoria por 2 a 0 ante el Watford. El 17 de octubre logró su primer triplete como profesional en la goleada por 5 a 1 al Bournemouth. El 3 de noviembre marcó su primer tanto en Liga de Campeones en la victoria por 1 a 3 ante el Sevilla. El 8 de diciembre marcó un doblete en apenas dos minutos para pasar del 1-2 al 3-2 ante el Borussia Mönchengladbach y dar el liderato de grupo al equipo inglés. El 28 de febrero de 2016 fue titular en la final de la Copa de la Liga de Inglaterra ante el Liverpool, donde logró su primer título como profesional.
En la campaña 2016-17, con la llegada de Pep Guardiola, tuvo un buen inicio de temporada al lograr cinco tantos en los primeros dos meses de competición. También fue elegido como mejor jugador de la Premier League en el mes de agosto.
Su segunda temporada bajo el mando del técnico catalán fue realmente espectacular. Sterling logró 23 tantos entre Premier League, Liga de Campeones y FA Cup. Muchos de sus goles fueron decisivos ya que sirvieron para dar la victoria en los minutos de descuento. En esta temporada logró los títulos de Premier League y Copa de la Liga.
En la campaña 2018-19 alcanzó los 25 goles entre todas las competiciones, destacando el doblete anotado en la final de la FA Cup ante el Watford. Por otro lado, también anotó el penalti decisivo en la tanda de la final de la Copa de la Liga frente al Chelsea.
Al comienzo de la temporada 2019-20 consiguió marcar cuatro goles en sus dos primeros encuentros, primero un gol en la final de la Community Shield y un triplete al West Ham.
El 7 de agosto de 2020 el City eliminó al Real Madrid de la Liga de Campeones en los octavos de final con una victoria por 2 a 1 en la cual marcó el primer gol. Este fue su gol número 100 en todas las competiciones para el City.
Se marchó del club en julio de 2022 después de siete años en los que jugó 339 partidos y marcó 131 goles. En el momento de su salida era el undécimo máximo goleador histórico del club, así como el segundo jugador que más goles había marcado en Premier League y en competiciones europeas vistiendo la camiseta del conjunto citizen.

### Londres
El 13 de julio de 2022 inició una nueva etapa en su carrera al fichar por el Chelsea F. C., equipo con el que firmó un contrato por cinco temporadas. El 6 de agosto hizo su debut con el club en una victoria por 1-0 como visitante contra el Everton F. C. El 27 de agosto marcó sus primeros goles para el club, un doblete, en una victoria por 2-1 sobre el Leicester City. En los dos primeros años anotó 19 tantos en los 81 encuentros que jugó.
El 31 de agosto de 2024 fue cedido al Arsenal F. C. por una campaña. Hizo su debut como titular con el club el 25 de septiembre y marcó el cuarto gol de la victoria por 5-1 sobre el Bolton Wanderers en la tercera ronda de la Copa de la Liga. Al final de la temporada no logró impresionar en el norte de Londres; no marcó ni un solo gol en la Premier League con los gunners y solo fue titular en siete partidos de la máxima categoría, así que fue devuelto al Chelsea F. C.

## Selección nacional

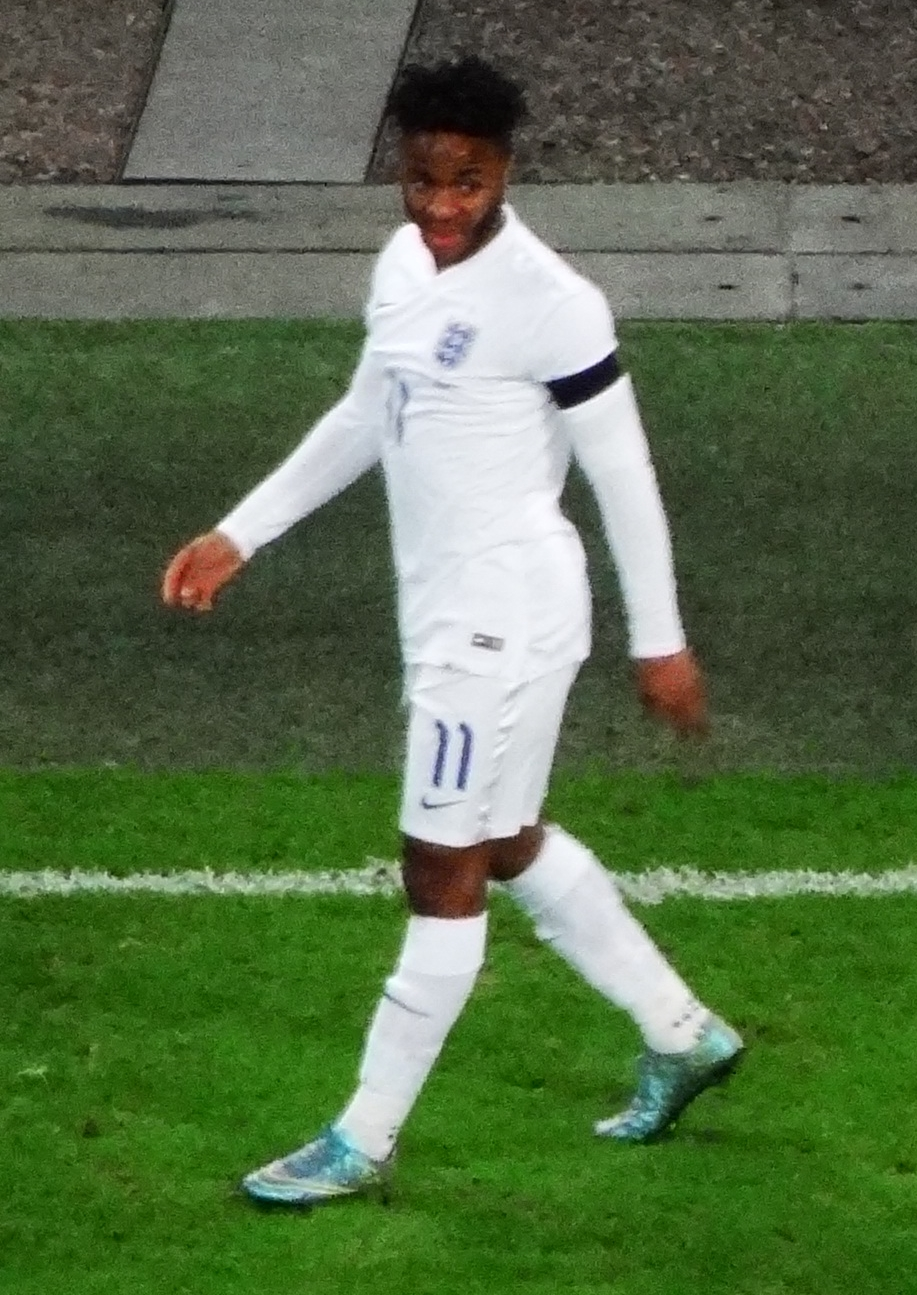
Sterling jugando para en 2015

Sterling pasó por todas las categorías inferiores de la selección inglesa, haciendo su debut en noviembre de 2009 con el equipo sub-16.
El 14 de noviembre de 2012 debutó con la selección absoluta en un amistoso ante Suecia, aunque no volvió a jugar ningún partido más con la absoluta hasta mayo de 2014. El 12 de mayo de 2014, fue incluido por el entrenador Roy Hodgson en la lista final de 23 jugadores que representó a Inglaterra en la Copa Mundial de Fútbol de 2014. Sterling participó en los tres encuentros de fase de grupos, aunque su selección quedó eliminada.
En 2015 marcó sus dos primeros tantos con la selección en los partidos clasificatorios para la Eurocopa, disputados en Wembley, ante Lituania y Estonia. Acudió a la Eurocopa de 2016, donde su selección cayó eliminada ante Islandia.
El 16 de mayo de 2018 Gareth Southgate lo incluyó en la lista de 23 para participar en la Copa Mundial de Fútbol de 2018. Durante el torneo, fue un habitual titular en la punta de ataque junto a Harry Kane.
El 15 de octubre de 2018 marcó un doblete en la victoria por 2 a 3 ante la selección española. El 22 de marzo de 2019 anotó su primer triplete en el partido contra la selección de fútbol de la República Checa que terminó con resultado favorable de 5-0, correspondiente a la primera jornada de la clasificación para la Eurocopa 2020.
Formó parte de la plantilla que representó a Inglaterra en la Copa Mundial de Catar 2022, sin embargo, el 4 de diciembre tuvo que abandonar la concentración debido a una emergencia familiar.

### Participaciones en Copas del Mundo
| Mundial                  | Sede   | Resultado        | Partidos | Goles |
| ------------------------ | ------ | ---------------- | -------- | ----- |
| Copa Mundial Sub-17 2011 | México | Cuartos de final | 5        | 2     |
| Copa Mundial 2014        | Brasil | Fase de grupos   | 3        | 0     |
| Copa Mundial 2018        | Rusia  | Cuarto lugar     | 6        | 0     |
| Copa Mundial 2022        | Catar  | Cuartos de final | 3        | 1     |

### Participaciones en Eurocopas
| Eurocopa      | Sede    | Resultado        | Partidos | Goles |
| ------------- | ------- | ---------------- | -------- | ----- |
| Eurocopa 2016 | Francia | Octavos de final | 4        | 0     |
| Eurocopa 2020 | Europa  | Subcampeón       | 7        | 3     |

## Estadísticas

### Clubes
Actualizado al último partido jugado el 25 de mayo de 2025.
| Club                             | Div.          | Temporada     | Liga  | Liga  | Liga   | Copas nacionales | Copas nacionales | Copas nacionales | Copas internacionales | Copas internacionales | Copas internacionales | Total | Total | Total  | Media goleadora |
| Club                             | Div.          | Temporada     | Part. | Goles | Asist. | Part.            | Goles            | Asist.           | Part.                 | Goles                 | Asist.                | Part. | Goles | Asist. | Media goleadora |
| -------------------------------- | ------------- | ------------- | ----- | ----- | ------ | ---------------- | ---------------- | ---------------- | --------------------- | --------------------- | --------------------- | ----- | ----- | ------ | --------------- |
| Liverpool F. C. Inglaterra       | 1.ª           | 2011-12       | 3     | 0     | 0      | 0                | 0                | 0                | —                     | —                     | —                     | 3     | 0     | 0      | 0               |
| Liverpool F. C. Inglaterra       | 1.ª           | 2012-13       | 24    | 2     | 2      | 2                | 0                | 0                | 10                    | 0                     | 0                     | 36    | 2     | 2      | 0.06            |
| Liverpool F. C. Inglaterra       | 1.ª           | 2013-14       | 33    | 9     | 5      | 5                | 1                | 1                | —                     | —                     | —                     | 38    | 10    | 6      | 0.26            |
| Liverpool F. C. Inglaterra       | 1.ª           | 2014-15       | 35    | 7     | 7      | 9                | 4                | 1                | 8                     | 0                     | 1                     | 52    | 11    | 9      | 0.21            |
| Liverpool F. C. Inglaterra       | Total club    | Total club    | 95    | 18    | 14     | 16               | 5                | 2                | 18                    | 0                     | 1                     | 129   | 23    | 17     | 0.18            |
| Manchester City F. C. Inglaterra | 1.ª           | 2015-16       | 31    | 6     | 2      | 6                | 2                | 6                | 10                    | 3                     | 2                     | 47    | 11    | 10     | 0.23            |
| Manchester City F. C. Inglaterra | 1.ª           | 2016-17       | 33    | 7     | 6      | 6                | 1                | 4                | 8                     | 2                     | 6                     | 47    | 10    | 16     | 0.21            |
| Manchester City F. C. Inglaterra | 1.ª           | 2017-18       | 33    | 18    | 11     | 5                | 1                | 1                | 8                     | 4                     | 1                     | 46    | 23    | 13     | 0.5             |
| Manchester City F. C. Inglaterra | 1.ª           | 2018-19       | 34    | 17    | 10     | 7                | 3                | 3                | 10                    | 5                     | 3                     | 51    | 25    | 16     | 0.49            |
| Manchester City F. C. Inglaterra | 1.ª           | 2019-20       | 33    | 20    | 1      | 10               | 5                | 1                | 9                     | 6                     | 3                     | 52    | 31    | 5      | 0.6             |
| Manchester City F. C. Inglaterra | 1.ª           | 2020-21       | 31    | 10    | 7      | 7                | 3                | 1                | 11                    | 1                     | 2                     | 49    | 14    | 10     | 0.29            |
| Manchester City F. C. Inglaterra | 1.ª           | 2021-22       | 30    | 13    | 5      | 5                | 1                | 1                | 12                    | 3                     | 2                     | 47    | 17    | 8      | 0.36            |
| Manchester City F. C. Inglaterra | Total club    | Total club    | 225   | 91    | 42     | 46               | 16               | 17               | 68                    | 24                    | 19                    | 339   | 131   | 78     | 0.39            |
| Chelsea F. C. Inglaterra         | 1.ª           | 2022-23       | 28    | 6     | 3      | 1                | 0                | 0                | 9                     | 3                     | 1                     | 38    | 9     | 4      | 0.24            |
| Chelsea F. C. Inglaterra         | 1.ª           | 2023-24       | 31    | 8     | 4      | 12               | 2                | 4                | —                     | —                     | —                     | 43    | 10    | 8      | 0.23            |
| Chelsea F. C. Inglaterra         | Total club    | Total club    | 59    | 14    | 7      | 13               | 2                | 4                | 9                     | 3                     | 1                     | 81    | 19    | 12     | 0.23            |
| Arsenal F. C. Inglaterra         | 1.ª           | 2024-25       | 17    | 0     | 2      | 5                | 1                | 1                | 6                     | 0                     | 2                     | 28    | 1     | 5      | 0.04            |
| Arsenal F. C. Inglaterra         | Total club    | Total club    | 17    | 0     | 2      | 5                | 1                | 1                | 6                     | 0                     | 2                     | 28    | 1     | 5      | 0.04            |
| Total carrera                    | Total carrera | Total carrera | 396   | 123   | 65     | 80               | 24               | 24               | 101                   | 27                    | 23                    | 577   | 174   | 112    | 0.3             |

### Selección nacional
Actualizado al último partido jugado el 10 de diciembre de 2022.
| Selección  | Año   | Amistosos | Amistosos | Eurocopa | Eurocopa | Eliminatorias Europeas | Eliminatorias Europeas | Mundial | Mundial | Eliminatorias Mundialistas | Eliminatorias Mundialistas | Total | Total |
| Selección  | Año   | Part.     | Goles     | Part.    | Goles    | Part.                  | Goles                  | Part.   | Goles   | Part.                      | Goles                      | Part. | Goles |
| ---------- | ----- | --------- | --------- | -------- | -------- | ---------------------- | ---------------------- | ------- | ------- | -------------------------- | -------------------------- | ----- | ----- |
| Inglaterra | 2012  | 1         | 0         | -        | -        | -                      | -                      | -       | -       | -                          | -                          | 1     | 0     |
| Inglaterra | 2013  | 0         | 0         | -        | -        | -                      | -                      | -       | -       | -                          | -                          | 0     | 0     |
| Inglaterra | 2014  | 5         | 0         | -        | -        | 4                      | 0                      | 3       | 0       | -                          | -                          | 12    | 0     |
| Inglaterra | 2015  | 3         | 0         | -        | -        | 4                      | 2                      | -       | -       | -                          | -                          | 7     | 2     |
| Inglaterra | 2016  | 4         | 0         | 3        | 0        | -                      | -                      | -       | -       | 2                          | 0                          | 9     | 0     |
| Inglaterra | 2017  | 1         | 0         | -        | -        | -                      | -                      | -       | -       | 5                          | 0                          | 6     | 0     |
| Inglaterra | 2018  | 3         | 0         | -        | -        | 3                      | 2                      | 6       | 0       | -                          | -                          | 12    | 2     |
| Inglaterra | 2019  | -         | -         | -        | -        | 9                      | 8                      | -       | -       | -                          | -                          | 9     | 8     |
| Inglaterra | 2020  | -         | -         | -        | -        | 2                      | 1                      | -       | -       | -                          | -                          | 2     | 1     |
| Inglaterra | 2021  | -         | -         | 7        | 3        | -                      | -                      | -       | -       | 7                          | 2                          | 14    | 5     |
| Inglaterra | 2022  | 2         | 1         | -        | -        | 5                      | 0                      | 3       | 1       | -                          | -                          | 10    | 2     |
| Total      | Total | 19        | 1         | 10       | 3        | 27                     | 13                     | 12      | 1       | 14                         | 2                          | 82    | 20    |

### Resumen estadístico
| Competición             | Partidos | Goles | Promedio |
| ----------------------- | -------- | ----- | -------- |
| Premier League          | 396      | 123   | 0.31     |
| Copas nacionales        | 80       | 24    | 0.3      |
| Copas internacionales   | 101      | 27    | 0.27     |
| Selección de Inglaterra | 82       | 20    | 0.24     |
| Total                   | 659      | 194   | 0.29     |

### Hat-tricks
| 1 | 17 de octubre de 2015 | Etihad Stadium, Mánchester           | Manchester City - Sunderland         |  | 5 - 1 | Premier League 2015-16              |
| 2 | 9 de marzo de 2019    | Etihad Stadium, Mánchester           | Manchester City - Watford            |  | 3 - 1 | Premier League 2018-19              |
| 3 | 22 de marzo de 2019   | Estadio de Wembley, Londres          | Inglaterra - República Checa         |  | 5 - 0 | Clasificación para la Eurocopa 2020 |
| 4 | 10 de agosto de 2019  | Estadio Olímpico de Londres, Londres | West Ham United - Manchester City    |  | 0 - 5 | Premier League 2019-20              |
| 5 | 22 de octubre de 2019 | Etihad Stadium, Mánchester           | Manchester City - Atalanta           |  | 5 - 1 | Liga de Campeones 2019-20           |
| 6 | 11 de julio de 2020   | Falmer Stadium, Brighton             | Brighton & Hove A. - Manchester City |  | 0 - 5 | Premier League 2019-20              |
| 7 | 12 de febrero de 2022 | Carrow Road, Norwich                 | Norwich City - Manchester City       |  | 0 - 4 | Premier League 2021-22              |

## Palmarés

### Campeonatos nacionales
| Título           | Club                  | País       | Año  |
| ---------------- | --------------------- | ---------- | ---- |
| Copa de la Liga  | Manchester City F. C. | Inglaterra | 2016 |
| Copa de la Liga  | Manchester City F. C. | Inglaterra | 2018 |
| Premier League   | Manchester City F. C. | Inglaterra | 2018 |
| Community Shield | Manchester City F. C. | Inglaterra | 2018 |
| Copa de la Liga  | Manchester City F. C. | Inglaterra | 2019 |
| Premier League   | Manchester City F. C. | Inglaterra | 2019 |
| FA Cup           | Manchester City F. C. | Inglaterra | 2019 |
| Community Shield | Manchester City F. C. | Inglaterra | 2019 |
| Copa de la Liga  | Manchester City F. C. | Inglaterra | 2020 |
| Copa de la Liga  | Manchester City F. C. | Inglaterra | 2021 |
| Premier League   | Manchester City F. C. | Inglaterra | 2021 |
| Premier League   | Manchester City F. C. | Inglaterra | 2022 |

### Distinciones individuales
| Distinción                                        | Año  |
| ------------------------------------------------- | ---- |
| Premio Golden Boy                                 | 2014 |
| PFA Team of the Year                              | 2019 |
| Premio PFA al jugador joven del año               | 2019 |
| Premio FWA al futbolista del año                  | 2019 |
| Nominado al Balón de Oro                          | 2019 |
| Equipo del año en la Liga de Campeones de la UEFA | 2020 |
| Equipo del Torneo de la Eurocopa                  | 2020 |